# Џејмс Блејк
Џејмс Рајли Блејк (енгл. James Riley Blake; рођен 28. децембра 1979. године у Јонкерсу, САД) је бивши амерички тенисер. Професионално игра од 1999. године. Најбољи пласман на АТП листи му је четврто место.

## Мастерс куп финала

### Појединачно 1 (0-1)
| Исход | Година | Турнир      | Подлога | Противник         | Резултат      |
| Пораз | 2006.  | Мастерс куп | Тврда   | ШВА Роџер Федерер | 0–6, 3–6, 4–6 |

## АТП Мастерс финала

### Појединачно: 2 (0-2)
| Исход | Година | Турнир       | Противник         | Резултат      |
| Пораз | 2006   | Индијан Велс | ШВА Роџер Федерер | 5–7, 3–6, 0–6 |
| Пораз | 2007   | Синсинати    | ШВА Роџер Федерер | 1–6, 4–6      |